# Thank Your Lucky Stars (álbum)
Thank Your Lucky Stars é o sexto álbum de estúdio da dupla americana de dream pop Beach House. Foi produzido pela banda ao lado de Chris Coady sendo lançado em 16 de outubro de 2015, pela Sub Pop na América do Norte, Bella Union na Europa e Mistletone Records na Austrália. O projeto foi divulgado em menos de dois meses após seu antecessor Depression Cherry.
Descrito pela dupla como "não é um companheiro para Depression Cherry, ou uma surpresa, ou b-sides", Thank Your Lucky Stars foi anunciado inesperadamente oito dias antes de seu lançamento através da conta oficial da dupla no Twitter. Recebeu análises positivas embora tenha sido considerado inferior ao seu antecessor.

## Antecedentes e gravação
O álbum foi gravado no Studio in the Country na cidade de Bogalusa em Louisiana e sua mixagem foi feita no Sonic Ranch em Tornillo, Texas. Embora o álbum tenha sido gravado simultaneamente com Depression Cherry, a banda sentiu que os discos deveriam ser vistos como trabalhos distintos e desconexos. Apesar disso, as palavras "Thank Your Lucky Stars" foram gravadas na saída das prensagem da versão em vinil do álbum antecessor. A arte da capa é uma fotografia da mãe de Victoria Legrand tirada no final da década de 1950.

## Recepção
| Críticas profissionais | Críticas profissionais |
| Pontuações agregadas   | Pontuações agregadas   |
| Fonte                  | Avaliação              |
| ---------------------- | ---------------------- |
| AnyDecentMusic?        | 7.5/10                 |
| Metacritic             | 80/100                 |
| Avaliações da crítica  |                        |
| Fonte                  | Avaliação              |
| AllMusic               | [ 5 ]                  |
| The A.V. Club          | B+                     |
| Consequence of Sound   | B+                     |
| Mojo                   | [ 8 ]                  |
| The Observer           | [ 9 ]                  |
| Pitchfork              | 8.1/10                 |
| PopMatters             | 9/10                   |
| Rolling Stone          | [ 12 ]                 |
| Spin                   | 8/10                   |
| Uncut                  | 8/10                   |

James Retting da Stereogum considerou o álbum inferior ao seu antecessor afirmando não "ter a mesma mística" porém opinou que desta vez a dupla ganhava tangibilidade.

### Elogios
"Elegy to the Void" toca no episódio 10 da primeira temporada de 13 Reasons Why enquanto "All Your Yeahs" aparece no episódio 6 da primeira temporada de The OA.
| Publicação | Lista                                              | Ano  | Rank |
| ---------- | -------------------------------------------------- | ---- | ---- |
| Pitchfork  | Top 50 Álbuns para os leitores                     | 2015 | 25   |
| Pitchfork  | Álbuns mais subestimados de acordo com os leitores | 2015 | 4    |

## Desempenho comercial
Nos Estados Unidos, Thank Your Lucky Stars estreou na quarta posição na parada Top Rock Albums, vendendo 10.000 cópias em sua primeira semana.

## Desempenho nas tabelas musicais
| Parada (2015)                             | Pico |
| ----------------------------------------- | ---- |
| Bélgica (Ultratop Flandres)               | 43   |
| Bélgica (Ultratop Valônia)                | 108  |
| França (SNEP)                             | 108  |
| Portugal (AFP)                            | 29   |
| Espanha (PROMUSICAE)                      | 89   |
| UK Albums (OCC)                           | 145  |
| Reino Unido (UK Independent Albums Chart) | 28   |
| Estados Unidos (Billboard 200)            | 39   |

## Lista de faixas
Todas as músicas escritas por Victoria Legrand
| N.º            | Título              | Duração |  |
| 1.             | "Majorette"         | 4:00    |  |
| 2.             | "She's So Lovely"   | 4:22    |  |
| 3.             | "All Your Yeahs"    | 3:48    |  |
| 4.             | "One Thing"         | 5:36    |  |
| 5.             | "Common Girl"       | 3:06    |  |
| 6.             | "The Traveller"     | 4:04    |  |
| 7.             | "Elegy to the Void" | 6:30    |  |
| 8.             | "Rough Song"        | 5:14    |  |
| 9.             | "Somewhere Tonight" | 4:14    |  |
| Duração total: | Duração total:      | 40:54   |  |

## Pessoal
Beach House
- Alex Scally – teclado (faixas 1, 3, 4, 7–9), guitarra e baixo (em todas as músicas)
- Victoria Legrand – teclado (faixas 2, 5, 6, 8), baixo (faixas 1, 3), guitarra (canções 4, 7)

músicos adicionais
- Graham Hill – bateria e percussão ao vivo  (com excessão das faixas 7 e 8)
- Chris Bear – percussão (faixas 7 e 8)

Produção
- Beach House – produção, mixagem
- Chris Coady – produção
- David Tolomei – engenharia
- Jay Wesley – assistente de engenharia
- Shane Wesley – "faz tudo"
- Manuel Calderon – mixagem, engenharia
- Heba Kadry – masterização

Capa
- Victoria Legrand – fotografia, letras e título
- Alexandra B. McLean – edição da foto
- Post Typography – designer

### Histórico de lançamento
| País           | Data                  | Gravadora   |
| -------------- | --------------------- | ----------- |
| Estados Unidos | 15 de Outubro de 2015 | Sub Pop     |
| Reino Unido    | 15 de Outubro de 2015 | Bella Union |
| Austrália      | 15 de Outubro de 2015 | Mistletone  |